# داني هال
داني هال (بالإنجليزية: Danny Hall)‏ (14 نوفمبر 1983 في المملكة المتحدة - ) هو لاعب كرة قدم بريطاني في مركز الدفاع. لعب مع أولدهام أثلتيك وستوكبورت كونتي وشروزبري تاون وفوريست غرين ونادي تشيسترفيلد ونادي كرولي تاون ونادي هايد إف سي ونادي سكاربورو ونادي ألترينتشام ونادي جيزيلي ‏ ونادي سلتيك نايشون وGretna F.C. ‏ ونادي برادفورد بارك أفنيو ودارلينجتون إف سى.

## وصلات خارجية
- داني هال على موقع قاعدة بيانات كرة القدم.إي يو (الإنجليزية)
- داني هال على موقع Soccerbase.com (لاعب) (الإنجليزية)